# Kluntarna
Ej att förväxla med Kluntarna i Piteå kommun, en ö i Kallfjärdens naturreservat.
Kluntarna är en ö i Lule skärgård, Norrbottens län. På ön finns ett fiskeläge och även den kända Kluntgubben som är en stenformation längs en av öns stigar.
Kluntarna utgör också ett naturreservat i Luleå kommun.